# Ehemalige Kornbrennerei Vogelsang
Die Ehemalige Kornbrennerei Vogelsang ist ein geschütztes Baudenkmal in Hattingen, OT Niederwenigern, Hombergsegge 54.

## Geschichte
Die Brennerei entstand 1815 und war 1832 als Betrieb eingetragen. Die Familie besaß das Brennrecht für 120.000 Liter im Jahr. Das Kesselhaus der Brennerei wurde mit Kohle beheizt, die aus einem Schacht auf dem Firmengelände gefördert wurde. Pro Tag wurden anderthalb Tonnen Steinkohle gefördert. Auf dem Gelände gab es einen Aussichtsturm.  Nach einer Anzeige bei der Zollbehörde 1931 und Rechnungsprüfungen über den Rohstoffbezug wurden versteckte unterirdische Anlagen entdeckt, in denen Schnaps im Wert von mindestens einer Million Reichsmark schwarz gebrannt wurde. Die Staatsanwaltschaft wies nach, dass Schnaps im Wert von einer halben Million Mark ins  Saargebiet geflossen war. Bei der Verhaftung rissen die Brüder Vogelsang drei Gärbottiche auf; 22 Tonnen Maische flossen durch den Ort. Der Betrieb schloss 1933 vorerst. Im Zweiten Weltkrieg wurden die Gebäude als Unterkunft für 20 französische und 46 polnische Zwangsarbeiter genutzt. Nach Kriegsende bis 1970 wurde die Schnapsproduktion weiter betrieben. Im September 1994 stürzte das ehemalige Kesselhaus ein. Zu den ehemaligen Häusern der Familie zählen die benachbarte Hombergsegge 50 und die Villa Vogelsang in Essen-Horst.